# Bidżan (wyspa)
Bidżan (Bijan) – wyspa na Eufracie, w obrębie historycznej krainy Suhu. Jest jedną z zespołu trzech wysp zlokalizowanych w środkowym biegu Eufratu, na których zidentyfikowano stanowiska archeologiczne. 

## Badania archeologiczne
Badania archeologiczne na wyspie Bidżan miały charakter ratunkowy, przeprowadzone zostały w ramach międzynarodowego projektu Haditha (Qadisiya) Dam Salvage Project. Projekt powstał w związku z budową tamy na Eufracie, efektem czego było zalanie tego obszaru wodami sztucznego zbiornika, obecnie jest to jezioro Qadisiya. Na prośbę Irackiego Departamentu Starożytności w  latach 1979–1983 pracowało tu kilka irackich oraz zagranicznych ekspedycji archeologicznych. Jedną z pierwszych i prowadzących najintensywniejsze działania była polska ekspedycja Centrum Archeologii Śródziemnomorskiej UW (ówcześnie jako Stacja Badawcza Centrum Archeologii Śródziemnomorskiej UW w Kairze) pod kierunkiem Michała Gawlikowskiego, a następnie Marii Krogulskiej. W ciągu pięciu lat badań przeprowadzono osiem kampanii wykopaliskowych.

## Opis stanowiska
Najstarszymi zadokumentowanymi strukturami są mury o grubości 5–6 metrów, zbudowane dużych bloków wapienia. Wydatowano je na początek I tysiąclecia p.n.e. W okresie nowoasyryjskim (VII wiek p.n.e.) wzniesiono tu, a następnie rozbudowano fortecę z suszonej cegły. Po trwającym prawie 600 lat hiatusie osadniczym pojawiają się kolejno warstwy z okresu partyjskiego, rzymskiego i wczesnoislamskiego. Do najważniejszych znalezisk należą: wykonana z brązu partyjska kadzielnica z uchwytem w kształcie figurki konia, misa ceramiczna z inskrypcją aramejską o charakterze magicznym, monety i lampki z okresu rzymskiego, a także ceramika i szkło datowane na okres abbasydzki (wczesnoislamski). 